# 新赫拉代尼察
新赫拉代尼察（羅馬化：Novohradenytsia）是位於烏克蘭西南部敖德萨州羅茲迪利納區羅茲迪利納市鎮的村莊。該村始建於1924年，面積0.18平方公里，海拔高度90米，2001年人口41，人口密度每平方公里230.34人。